# HOXC12
HOXC12‏ (Homeobox C12) هوَ بروتين يُشَفر بواسطة جين HOXC12 في الإنسان.